# Animale mecanice
Animale mecanice (în engleză Animal Mechanicals) este un serial de televiziune animat pe computer din Canada, creat de Jeff Rosen în 2007. În România, a fost difuzat pe Boom Hop!.